# Okopy
Okopy [ɔˈkɔpɨ] è un villaggio polacco nei pressi di Suchowola, del distretto di Sokółka, nel voivodato della Podlachia, nella Polonia nordoccidentale. 